# Kathleen Winter
Pour les articles homonymes, voir Winter.
Œuvres principales
Annabel
Kathleen Winter, née le 25 février 1960 à Bill Quay en Angleterre du Nord-Est, est une écrivaine anglo-canadienne.

## Biographie
Elle est la sœur de l’écrivain Michael Winter (en).

## Œuvres
- Where Is Mario? (1987)
- The Road Along the Shore - An Island Shore Journal (1991)
- The Necklace of Occasional Dreams (1996)
- boYs (2007)
- Annabel (2010)[1]

- traduit en français sous le titre Annabel par Claudine Vivier, Montréal, (Québec), Canada, Éditions du Boréal, 2012, 472 p.  (ISBN 978-2-7646-2145-5)
- rééd., Paris, Christian Bourgois Éditeur, coll. « Littérature étrangère », 2013, 453 p.  (ISBN 978-2-267-02372-5)
- The Freedom in American Songs (2014)
- Boundless: Tracing Land and Dream in a New Northwest Passage (2014)[2]

- traduit en français sous le titre Nord infini par Sophie Voillot, Montréal, (Québec), Canada, Éditions du Boréal, 2015, 328 p.  (ISBN 978-2-7646-2385-5)